# ألفرد أ. غرين
ألفرد أ. غرين هو سياسي أمريكي، ولد في 24 فبراير 1828 في ميراميتشي ‏ في كندا، وتوفي في 3 مارس 1899.